# Decimus Valerius Asiaticus
Decimus Valerius Asiaticus (* um 5 v. Chr.; † 47 n. Chr.) war ein römischer Politiker und Senator.
Asiaticus stammte aus Vienna in der Gallia Narbonensis und arbeitete sich als homo novus nach oben. Als erster Römer aus Vienna wurde er im Jahr 35 Suffektkonsul. Asiaticus war mit Caligula befreundet. 39 beleidigte ihn der Kaiser aber bei einem Gelage, nachdem er bereits Asiaticus’ Frau Lollia Saturnina, die Schwester von Lollia Paulina, die 38/39 kurzfristig Caligulas Ehefrau gewesen war, zu seiner Geliebten gemacht hatte. Asiaticus soll deshalb den Hauptanstoß zu Caligulas Ermordung gegeben haben. Sein Mitverschwörer Lucius Annius Vinicianus verhinderte jedoch, dass Asiaticus die Herrschaft an sich riss. Der neue Kaiser Claudius war Asiaticus gegenüber erst vorsichtig, nahm ihn aber bei seinem Britannienfeldzug im Jahr 43 als comes in seinen Führungsstab auf.
Im Jahr 46 wurde Asiaticus zum zweiten Mal Konsul. Seine starke Persönlichkeit und seine Beziehungen zur gallischen Oberschicht machten ihn verdächtig. Vor allem seine ursprünglich von Lucullus angelegten Gärten auf dem Pincio in Rom erregten die Habgier der Messalina, die ihn der Aufwiegelung der Soldaten und des Ehebruchs mit Poppaea Sabina beschuldigen ließ. Von dem berüchtigten Ankläger Publius Suillius Rufus angeklagt und vom Kaisergericht in einem Geheimprozess verurteilt, öffnete sich Asiaticus im Jahr 47 die Adern. Er hinterließ seine Ehefrau Lollia Saturnina und einen Sohn namens Decimus Valerius Asiaticus. Sein Enkel war Decimus Valerius Asiaticus Saturninus.